# Jacinto Barquín
Jacinto Barquín (3 settembre 1915 – ...) è stato un calciatore cubano, di ruolo difensore.

## Carriera
Partecipò al Mondiale del 1938 e alle qualificazioni per lo stesso torneo del 1950 con la Nazionale cubana.